# 文森特·艾斯丘
文森特·杰尔姆·艾斯丘（英語：Vincent Jerome Askew，1966年2月28日—），美国NBA联盟前职业篮球运动员。他在1987年的NBA选秀中第2轮第16顺位被费城76人选中。